# Hirondelle ariel
Petrochelidon ariel
Espèce
Synonymes
- Hirundo ariel (Protonyme)
- Cecropis ariel

Statut de conservation UICN

 LC  : Préoccupation mineure
L'Hirondelle ariel (Petrochelidon ariel) est une espèce de passereaux de la famille des Hirundinidae. C'est une espèce monotypique (non subdivisée en sous-espèces). Elle est parfois classée dans le genre Hirundo.

## Répartition
C'est un oiseau nicheur endémique d'Australie, elle migre en Indonésie et au Timor oriental. Elle est accidentelle en Papouasie-Nouvelle-Guinée et en Nouvelle-Zélande.